# Fredshøj
Fredshøj (dansk) eller Friedenshügel (tysk) er en gravhøj fra bronzealderen og navnet på et et statistisk distrikt i bydelen Friserbjerg i Flensborg.
Gravhøjen måler cirka 20 meter i diameter og 4 meter i højden. Den grænser i nord umiddelbart til Fredshøj Kirkegård. Selve navnet henviser til en tidligere grænsekonflikt mellem sognene Sankt Nikolaj og Sankt Marie (Vor Frue), som blev afsluttet i 1718, hvor det blev bestemt at højen skulle markere grænsen mellem de to bymarker. Dermed fik gravhøjen navnet Fredshøj. Fredshøjen blev senere navnet på både kirkegården og distriktet omkring kirkegården. Distriktet grænser i syd mod Skæferhus og i nord mod Frueskoven. 